# غوان أبيض العرف
غوان أبيض العرف (الاسم العلمي: Penelope pileata) هو نوع من الطيور يتبع جنس الغوان بنيلوب من فصيلة القرازية.